# Asiotridactylus
Asiotridactylus is een geslacht van rechtvleugeligen uit de familie Tridactylidae. De wetenschappelijke naam van dit geslacht is voor het eerst geldig gepubliceerd in 1995 door Günther.

## Soorten
Het geslacht Asiotridactylus omvat de volgende soorten:
- Asiotridactylus aethiopicus Günther, 1995
- Asiotridactylus fasciatus Guérin-Méneville, 1844